# 2448 Шолохов
2448 Шолохов (енгл. 2448 Sholokhov) је астероид главног астероидног појаса. Приближан пречник астероида је 30,24 ,
а средња удаљеност астероида од Сунца износи 2,796 астрономских јединица (АЈ).
Инклинација (нагиб) орбите у односу на раван еклиптике је 17,705 степени, а орбитални период износи 1708,240 дана (4,676 године). Ексцентрицитет орбите астероида износи 0,113.
Апсолутна магнитуда астероида износи 10,40 а геометријски албедо 0,133.
Астероид је откривен 18. јануара 1975. године.